# Boxe aux Jeux asiatiques de 2002
Navigation
Édition précédente Édition suivante
Les compétitions de boxe anglaise des Jeux asiatiques 2002 se sont déroulées du 1er au 14 octobre à Pusan, Corée du Sud.

## Résultats

### Podiums
| Catégories                    | Or                  | Argent                 | Bronze                                 |
| Poids mi-mouches (-48 kg)     | Kim Ki-suk          | Harry Tañamor          | Suban Pannon Mekhrodj Umarov           |
| Poids mouches (-51 kg)        | Somjit Jongjohor    | Nauman Karim           | Zou Gang Kim Tae-kue                   |
| Poids coqs (-54 kg)           | Kim Won-il          | Bekzod Khidirov        | Abdusalom Khasanov Talaibek Kadyraliev |
| Poids plumes (-57 kg)         | Mehrullah Lassi     | Galib Dzhafarov        | Yasser Sheikhan Chen Tongzhou          |
| Poids légers (-60 kg)         | Dilshod Mahmudov    | Baik Jong-sub          | Adnan Yusoh Ruslan Mussinov            |
| Poids super-légers (-63,5 kg) | Nurzhan Karimzhanov | Asghar Ali Shah        | Shin Myung-hoon Bakhyt Sarsekbayev     |
| Poids welters (-67 kg)        | Kim Jung-joo        | Sergey Rychko          | Sherzod Husanov Manon Boonjumnong      |
| Poids super-welters (-71 kg)  | Gennadiy Golovkin   | Suriya Prasathinphimai | Sirojiddin Naimov Song In-joon         |
| Poids moyens (-75 kg)         | Utkirbek Haydarov   | Ahmed Ali Khan         | Moon Young-seung Baurzhan Kairmenov    |
| Poids mi-lourds (-81 kg)      | Ikrom Berdiev       | Choi Ki-soo            | Aleksey Katulevsky Munir Abukeshek     |
| Poids lourds (-91 kg)         | Sergey Mihaylov     | Shaukat Ali            | Lee Hyun-sung Naser Al Shami           |
| Poids super-lourds (+91 kg)   | Rustam Saidov       | Mukhtarkhan Dildabekov | Zhang Junlong Muzaffar Iqbal Mirza     |

### Tableau des médailles
| Place | Pays              | Médaille d'or, Asie | Médaille d'argent, Asie | Médaille de bronze, Asie | Total |
| ----- | ----------------- | ------------------- | ----------------------- | ------------------------ | ----- |
| 1     | Ouzbékistan       | 5                   | 1                       | 2                        | 8     |
| 2     | Corée du Sud      | 3                   | 2                       | 5                        | 10    |
| 3     | Kazakhstan        | 2                   | 3                       | 3                        | 8     |
| 4     | Pakistan          | 1                   | 4                       | 1                        | 6     |
| 5     | Thaïlande         | 1                   | 1                       | 2                        | 4     |
| 6     | Philippines       | 0                   | 1                       | 0                        | 1     |
| 7     | Chine             | 0                   | 0                       | 3                        | 3     |
| 8     | Syrie             | 0                   | 0                       | 2                        | 2     |
| 8     | Tadjikistan       | 0                   | 0                       | 2                        | 2     |
| 8     | Kirghizistan      | 0                   | 0                       | 2                        | 2     |
| 11    | Malaisie          | 0                   | 0                       | 1                        | 1     |
| 11    | Koweït            | 0                   | 0                       | 1                        | 1     |
| Total | 12 pays médaillés | 12                  | 12                      | 24                       | 48    |